# Арари (микрорегион)

Арари на карте.

Арари (порт. Microrregião do Arari) — микрорегион в Бразилии, входит в штат Пара. Составная часть мезорегиона Маражо. Население составляет 152 990 человек (на 2010 год). Площадь — 28 945,144 км². Плотность населения — 5,29 чел./км².

## Демография
Согласно сведениям, собранным в ходе переписи 2010 г. Национальным институтом географии и статистики (IBGE), население микрорегиона составляет:
| Полное население                             | Полное население                             | Полное население                             | Полное население                             | 152 990 |
| -------------------------------------------- | -------------------------------------------- | -------------------------------------------- | -------------------------------------------- | ------- |
| в том числе:                                 | Городское население                          | 74 492                                       | Процент городского населения, %              | 48,69   |
|                                              | Сельское население                           | 78 498                                       | Процент сельского населения, %               | 51,31   |
|                                              | Мужское население                            | 78 916                                       | Процент мужского населения, %                | 51,58   |
|                                              | Женское население                            | 74 074                                       | Процент женского населения, %                | 48,42   |
| Плотность населения, чел/км²                 | Плотность населения, чел/км²                 | Плотность населения, чел/км²                 | Плотность населения, чел/км²                 | 5,29    |
| Население микрорегиона в % к населению штата | Население микрорегиона в % к населению штата | Население микрорегиона в % к населению штата | Население микрорегиона в % к населению штата | 2,02    |

## Статистика
- Валовой внутренний продукт на 2003 год составляет 302 700 002,00 реалов (данные: Бразильский институт географии и статистики).
- Валовой внутренний продукт на душу населения на 2003 год составляет 2446,22 реалов (данные: Бразильский институт географии и статистики).
- Индекс развития человеческого потенциала на 2000 год составляет 0,666 (данные: Программа развития ООН).

## Состав микрорегиона
В составе микрорегиона включены следующие муниципалитеты:
1. Кашуэйра-ду-Арари
2. Шавис
3. Муана
4. Понта-ди-Педрас
5. Салватерра
6. Санта-Крус-ду-Арари
7. Сори